# 羅布·霍爾丁
罗伯特·森姆·賀定（英語：Robert Samuel Holding，1995年9月20日—），是英格蘭足球員，現效力於美國職業足球大聯盟球會科罗拉多急流，曾效力英格蘭21歲以下足球代表隊。司職中堅和右閘。
賀定為的青訓球員，於2015年4月外借期間首次於一線隊上陣。效力保頓一季後，他於2016年7月轉會至英格蘭超級足球聯賽球會阿仙奴，贏得英格蘭足總盃和英格蘭社區盾冠軍。
於國家隊方面，賀定曾為英格蘭 U21上陣，贏得2016年土倫杯國際足球邀請賽冠軍。

## 球會生涯

### 保頓
賀定7歲時便加入保頓的青年軍，並於球會成長。2015年3月，他被外借至英格蘭足球乙級聯賽的。他於同年4月3日對陣時首次替上陣。
2015年8月11日，賀定首次替保頓一線隊上陣，於英格蘭聯賽盃的賽事中對陣，但是博尔顿以1比0落敗。他於對陣米爾頓凱恩斯時攻入首個入球。
2016年4月29日，賀定被保頓球迷選為球會年度最佳球員。但保頓於2015-16賽季排在聯賽榜尾，下季需降班至英格蘭足球甲級聯賽作賽。

### 阿仙奴
2015-16賽季季尾，賀定受幾支英超球會的追逐，包括阿仙奴曾報價75萬歐元和200萬歐元。2016年7月22日，賀定正式轉會至阿仙奴，轉會費並沒有對外公佈，傳聞轉會費為200萬鎊。他將會穿上曾使用的16號球衣。
2016年7月28日，賀定首次披上阿仙奴球衣，於友誼賽對陣美國職業足球大聯盟聯隊。隨着和受傷，賀定獲首次於聯賽上陣的機會，與一起擔任中堅，對陣利物浦，但阿仙奴在主場以3比4落敗。
於賽季的最後兩個月，賀定開始成為球隊的正選球員，並於聯賽上陣的6場比賽全勝。2017年5月27日，阿仙奴在英格兰足总杯决赛對車路士，因哥斯尼停賽和梅斯達菲受傷，賀定、隊長梅迪薩卡和蒙利爾組成3人防線，賀定踢了90分鐘，阿仙奴最終以2比1擊敗車路士，第13次獲得足總盃冠軍。
2017年9月29日，賀定在欧足联欧洲联赛對陣的比賽中，以頭鎚攻入轉會後首個入球，協助球隊作客以4比2勝出。2018年5月1日，他與球會進行續約，合約年期並沒有公佈。12月5日，賀定於聯賽客和曼聯2比2的比賽中左膝十字韌帶撕裂，需進行手術，將缺陣6至9個月。
2019年9月24日，賀定於英格蘭足球聯賽盃對陣諾定咸森林的比賽中復出，並頂入1球，助球隊在主場大勝5比0。
2021年1月12日，阿森纳官方宣布，与霍尔丁续约至2024年，新合约包含一年的延长条款。
2022年5月1日，霍爾丁於作客對陣西汉姆联的比賽中角球頭鎚頂入自2016年加盟以來英超聯賽第一球，替球隊領先1比0，最終球隊2比1坐收，奪得三分積分為歐冠席位增加籌碼。

## 國家隊
2016年土倫盃
2016年5月15日，賀定首次得到英格蘭 U21領隊格里夫·修夫基的徵召，代替受傷的愛華頓後衛布倫丹·加路維，參加土倫杯國際足球邀請賽。他在對陣畿內亞的比賽中首次上陣。賀定在該項賽事上陣2場比賽，最終亦英格蘭贏得冠軍。

## 生涯統計
最後更新：2016年7月18日
| 球會         | 賽季        | 聯賽               | 聯賽 | 聯賽 | 英格蘭足總盃 | 英格蘭足總盃 | 英格蘭聯賽盃 | 英格蘭聯賽盃 | 歐洲賽事 | 歐洲賽事 | 其他 | 其他 | 總計 | 總計 |
| 球會         | 賽季        | 聯賽               | 出場 | 入球 | 出場         | 入球         | 出場         | 入球         | 出場     | 入球     | 出場 | 入球 | 出場 | 入球 |
| ------------ | ----------- | ------------------ | ---- | ---- | ------------ | ------------ | ------------ | ------------ | -------- | -------- | ---- | ---- | ---- | ---- |
| 保頓         | 2014-15賽季 | 英格蘭足球冠軍聯賽 | 0    | 0    | 0            | 0            | 0            | 0            | —        | —        | —    | —    | 0    | 0    |
| 保頓         | 2015-16賽季 | 英格蘭足球冠軍聯賽 | 26   | 1    | 3            | 0            | 1            | 0            | —        | —        | —    | —    | 30   | 1    |
| 保頓         | 總計        | 總計               | 26   | 1    | 3            | 0            | 1            | 0            | —        | —        | —    | —    | 30   | 1    |
| 貝利（外借） | 2014-15賽季 | 英格蘭乙組足球聯賽 | 1    | 0    | —            | —            | —            | —            | —        | —        | —    | —    | 1    | 0    |
| 阿仙奴       | 2016-17賽季 | 英格蘭超級足球聯賽 | 9    | 0    | 5            | 0            | 3            | 0            | 1        | 0        | —    | —    | 18   | 0    |
| 阿仙奴       | 2017-18賽季 | 英格蘭超級足球聯賽 | 12   | 0    | 1            | 0            | 4            | 0            | 8        | 1        | 1    | 0    | 26   | 1    |
| 阿仙奴       | 2018-19賽季 | 英格蘭超級足球聯賽 | 10   | 0    | 0            | 0            | 1            | 0            | 5        | 0        | —    | —    | 16   | 0    |
| 阿仙奴       | 2019-20賽季 | 英格蘭超級足球聯賽 | 5    | 0    | 3            | 0            | 2            | 1            | 3        | 0        | —    | —    | 13   | 1    |
| 阿仙奴       | 總計        | 總計               | 36   | 0    | 9            | 0            | 10           | 1            | 17       | 1        | 1    | 0    | 73   | 2    |
| 生涯總計     | 生涯總計    | 生涯總計           | 63   | 1    | 12           | 0            | 11           | 1            | 17       | 1        | 1    | 0    | 104  | 3    |

1. ↑  於歐洲聯賽冠軍盃比賽中上陣
2. 1 2 3  於欧足联欧洲联赛比賽中上陣
3. ↑  於2017年英格蘭社區盾比賽中上陣

## 榮譽

### 球會
阿森納
- 英格蘭足總盃冠軍：2017年[30]、2020年[31]
- 英格蘭社區盾冠軍：2017年[32]、2020年[33]、2023年[34]

### 國家隊
英格蘭 U21
- 土倫杯國際足球邀請賽：2016年[22]

### 個人
- 保頓年度最佳球員：2015-16賽季[8]

## 外部連結
- 足球数据库：羅伯·賀定的球员统计数据
- Soccerway資料庫：羅布·霍爾丁